# Verchnij Paren'
Verchnij Paren' (in lingua russa Верхний Парень) è un centro abitato dell'Oblast' di Magadan, situato nel Severo-Ėvenskij rajon.